# 가담항설
《가담항설: 길 위의 노래》는 작가 랑또가 네이버 만화에서 매주 목요일에 연재했던 대한민국의 웹툰이다. 단행본은 위즈덤하우스에서 전 12권으로 나왔다.

## 줄거리
이번 주인공은 돌이다!
돌이지만 동료도 모으고 악당도 물리친다!
랑또 작가표 동양 판타지 소년만화!

## 등장인물
성우는 오디오 드라마판 기준으로 한다.
- 복아(성우: 강수진): 검은 꽁지머리에 단정한 인상의 남성이다. 특별한 종이를 만들던 명영 가문의 노비다. 한설과 함께 여러 위기와 사건을 걸어간다. 여자인 명영을 대신해 대리시험을 보러 가다가 다시 돌려보내지는데, 마을 어귀의 바위에 기도를 하던 중 갑자기 돌에서 사람으로 변한 한설을 만나게 된다. 몸가짐이 단정해 그를 한눈에 노비로 알아보는 사람이 심영호 말고는 아무도 없었다.
- 한설(성우: 엄상현): 원래는 천동지 마을 어귀에 있던 돌이었다. 사람이 아닌 것에서 사람으로 변하기 위해서는 백년의 기도가 필요하지만, 알 수 없는 이유로 갑자기 사람이 된다. 천명은 '내가 깨달은 것을 왕에게 전하는 것'이라고 한다. 복아를 만나 왕에게로 가기위한 여정을 함께한다. 왕에게 알리기 위해 모든 것을 기억하고 있다. 신룡과는 흑백 대비, 선을 담당하고 있다.
- 정기(성우: 김영선): 칼을 잘 쓰는 백정이다. 4명의 동생들을 돌보는 장남이었지만, 모종의 사건으로 동생들을 모두 잃고 혼자 남게 되었다. 홍화를 짝사랑하고 있으며, 동생들을 죽인 암주와 원수 관계이다. 암주에게 복수하기 위해 한양으로 떠나게 된다. 천한 신분에 배운 적 없어 글을 모르고 앞으로도 배울 생각이 없었는데, 함께하는 일행들에게 도움을 주기 위해 춘복에게 의술을 배웠다.
- 홍화(성우: 정미숙): 사당패 출신 여자장사. 극 중 '감정'을 상징하는 인물로 '이성'을 담당하는 추국과 대비를 이룬다. 어릴적 사당패로 팔려가 결계 안에서 지내다 혼자 글을 배워 결계를 풀고 도망나온다. 떠돌이 생활 중, 곰 사냥을 하다 다친 태하를 치료하던 종규를 만나는데, 곰으로부터 종규를 구해주며 사랑에 빠진다. 그는 한양에서 자리를 잡는대로 홍화와 그의 어머니를 모시러 온다 하고 떠났지만 소식이 돌아오지 않는다. 홍화 홀로 그의 어머니를 모시고 있던 중 바른 말을 하는 상소를 올린 종규는 목이 잘리고, 온 가족이 참수형을 받게 된다. 종규의 어머니를 끝까지 지켜려했지만, 어머니는 결국 목이잘린다. 두뇌 회전이 빠르고, 앙갚음하려고 한양으로 떠나게 된다.
- 심영호(성우: 오인성): 열다섯 살에 과거 급제[1]를 할 정도로 고향에서 소문난 신동으로, 궁의 각인사였으나 '꼭 필요한 때에만' 새겨지는 각인의 특성 때문에 각인을 새길 수 없어져 5왕자의 난 때 살아 남은 몇 안 되는 사람이다. 5왕자의 난 당시 살아 있는 동료들의 위치를 밀고하여 배신자가 되었는데, 이에 앙심을 품은 몇 사람이 영호의 가족을 모조리 죽였다. 이청과는 원수 사이다. 하난에게 죽은 줄 알았으나 화동들이 살려줬다. 홍화를 짝사랑한다.
- 이청(성우: 심규혁): 허상결계사이며 심영호와는 원수 사이다. 하나를 배우면 열을 아는(문일지십) 천재이면서 행실 또한 올바르고 올곧게 사는 사나이다. 늘 하늘을 보며 스스로 떳떳하기 위해 누구보다 노력한다고 한다. 5왕자의 난 당시 은밀히 내려온 '강력한 무기를 만들라'는 명을 받들 수 없어 궁에서 도망쳤다. 동료들에 의해 온 가족이 죽고 자신도 죽을 뻔한 것을 춘복이 살려주었다. 길구의 할아버지인 백상현과는 각별한 관계인 듯 한데 백상현이 이청의 은사라고 한다.
- 임춘복(성우: 최수민): 아들이 자살한 충격으로 정신 질환을 앓고 있다. 정신적으로 불안정할 때 죽어가던 이청을 아들로 착각해 혼신의 힘을 다해 살린 후 함께 생활하게 되지만, 어느정도 정신이 안정이 되자 이 청이 친아들이 아니라는 것을 인지하게 된다. 그럼에도 불구하고 지금은 가족을 잃은 서로의 가족이 되며 이청을 양아들처럼 생각하고 있다. 아직도 종종 정신적으로 패닉이 오기 때문에, 이 청이 집을 비우는 날이면 밖으로 나가 길을 잃지 않도록 춘복의 발목과 집의 대들보에 밧줄을 매어놓는다. 의술사이며 현명한 어머니이다.
- 명영(성우: 최덕희): 복아가 모시던 도련님으로 작중 '희망'을 상징하는 인물이다. 여성이지만 과거시험을 보기 위해 남자로 변장한다. 뉴조선의 숨어 있는 고급 인력이다. 그녀의 결계 능력은 신룡이 독안으로 풀지 못할 정도며, 뉴조선 최고의 결계사인 추국에 버금간다. 과거에 화동이었으나 유호선에 의해 기억이 지워진 채 천동지를 만드는 지금의 가문에 맡겨져 자라게 된다. 키가 매우 작은데 작가가 정식으로 공개한 수치는 148~50 cm이다.[2] 키가 작은 이유는 인물들이 인지하는 희망의 크기가 매우 작고, 명영 스스로는 끝없이 성장하기를 욕망하는 캐릭터이기 때문이라고 한다. 윤선도의 '오우가'(작은 것이 높이떠서 만물을 비추니 밤중의 광명이 너만한 이 또 있느냐 보고도 말 아니하니 네가 내 벗인가 하노라)가 뉴조선에서는 명영이 지은 것으로 묘사된다.
- 신룡(성우: 홍시호): 용이었으나 천 년의 기도로 인간이 되었다. 천재지변을 다스릴 수 있으며 세계관에서 가장 강력한 존재. 원래는 불사의 존재이나, 날짜를 세는 관리의 실수로 하루를 빨리 깨워 역린이 생긴다(사실 실수가 아니라 인간이 의도한 것). 처음엔 선했지만 인간의 배신으로 춘매(인애)가 죽으며 성격이 포악해지고 무자비해졌다. 지금은 백매를 매우 사랑하며 백매의 '변하지 않는 진심'이 된다. 한설과는 흑백 대비, '악'을 담당한다.
- 백매(성우: 서혜정): 왕의 총애를 받았다고 알려졌으나 사실 신룡의 총애를 받으며 모든 것을 누리는 중. 극 중 '욕망'을 상징하는 캐릭터로 명영과 대비되는 인물. 원래는 왕의 정실부인이 되려 했으나 신룡의 눈에 들어 기생임에도 나라를 좌지우지하게 된다. 원래 이름은 갑희. 갑연과는 남매 관계인데 사이가 몹시 나쁘다.
  - 춘매: 천 년의 기도로 매화에서 사람으로 변한 사군자. 인의예지 중 '인(仁)'을 담당하며 '인애'를 상징하는 인물. 신룡의 일부로 '다정'을 담당하였으나 5왕자의 난 당시 독살당했다. 가담항설 속 모든 일의 시초가 된 셈. 생과 사 모두를 관장하는 능력을 가지고 있으며 그녀가 천동지를 통해 부활한다면 신룡과 사군자는 진정한 불사가 된다.
- 이갑연(성우: 김장): 백매의 오라버니로 여성 같이 예쁜 외양을 가졌다. 사람을 잘 이용하는 것이 특기이며, 눈치가 매우 빠르고 영리하다. 쓸모 있는 자를 자신의 편으로 얻기 위해 수단과 방법을 가리지 않는다. 겉보기에는 동생인 갑희(백매)와 몹시 사이가 나쁜 것 같지만, 사실 그의 행동은 모두 동생을 위한 것이다. 암주의 주인.
- 암주(성우: 김환진): 의술사이자 장사인 갑연의 부하. 명문가 집안의 서자 출신으로, 타고난 재능이 있음에도 신분적 한계로 꿈이 좌절되었다. 온 집안이 역모에 휘말리며 본부인의 아들을 대신해 죽을 위기에 처한다. 그 과정에서 얼굴에 상처를 입으며 내면의 잔혹함을 받아들이게 되자 각인을 새길 수 있게 되었다. 압도적인 신체 능력으로 정기의 동생들을 포함해 많은 이들을 죽음에 이르게 했다. 자신의 가치를 알아보고 쓸모 있는 존재로 만들어준 갑연을 위해 목숨을 바쳐 일한다. 이후 명영을 만나 신의를 받자 체화를 체득하며, 체화를 운용하게 된 암주는 거의 불사에 맞먹어 동죽과 싸워 이겼을 정도다.
- 초을(성우: 소연): 갑연의 수하이며 자객. 집에 있지만 없는 존재로 취급 받으며 평생 스스로의 존재감을 지우며 살아왔다. 무남독녀 외동딸인 친언니의 복수를 하던 중 암주의 눈에 띄어 갑연의 부하가 된다. 임무에 실패하자 모든 흔적을 지우기 위해 스스로의 얼굴에 불을 지를 정도로 충성심이 강하다. 하난에 의해 목이 베여 죽는다.
- 하난(성우: 남도형): 990년의 기도로 난초에서 사람으로 변한 사군자. 인의예지 중 '예(禮)'를 담당하며 '양심'을 상징하는 인물. 신룡의 일부로 '원칙'을 담당하는 최고의 잔소리꾼(?)이다. 신룡이 옳지 않은 행동을 할 때 유일하게 반박하는 신하이며, 원칙을 지키라는 직언을 거침없이 해 신룡에게 눈엣가시이다. 세계관 최고의 검사. 춘매가 죽고 인애가 사라져도 백성들을 생각하라며 언제나 신룡에게 바른 말을 하지만, 신룡과 백매가 계속해서 하난을 길들이려고 쥐를 먹이거나 엄한 사람을 죽이며 힘 없는 양심의 한계를 깨닫게 한다. 이상과 현실 사이의 가혹한 선택을 거듭하며 원칙의 힘을 잃어가던 중 희망 그 자체인 명영을 만나 다시 진리를 수호하고자 마음을 굳게 굳힌다.
- 추국(성우: 구자형): 900년의 기도로 국화에서 사람으로 변한 사군자. 인의예지 중 '지(智)'를 담당하며 '이성'을 상징하는 인물. 신룡의 일부로 '지성'을 담당한다. 공과 사의 구분이 뚜렷하며 배우려는 의지가 가득한데 배우고자 하는 욕망을 천명으로 받았기 때문이다. 그러나 춘매가 죽은 지금은 긍정적인 감정이 거의 다 소멸하고, 더 이상 전부를 알 수 없게 되었다. 방어결계를 사용해 언제나 자신의 몸에 두르고 다녀 웬만해서는 타격을 입힐 수 없다. 감정을 담당하는 홍화와 대비를 이룬다.
- 동죽(성우: 신용우): 800년의 기도로 대나무에서 사람으로 변한 사군자. 인의예지 중 '의(義)'를 담당하며 충성심이 강하다. 신룡의 일부로 '신의'를 담당한다. 신룡의 말을 언제나 따르고 어느 명령이든 불충하지 않는다. 세계관 최고의 궁수로 그의 각인이 새겨진 화살이나 체화된 화살에 맞으면 웬만한 의술로 치료할 수 없는 돌이킬 수 없는 상처를 입게 된다.
- 유호선(성우: 류승곤): 사군자에게 각각 알맞은 비급을 전수하기 위해 비밀리에 계승되어온 마지막 전승자. 나라에서 30년 단위로 하사하는 이름을 사용하며 허상결계로 본래의 모습을 가리고, 똑같은 목소리와 똑같은 모습으로 전해져 왔기 때문에 그가 몇 대째인지, 여자인지 남자인지 등 그의 본 모습을 아는 이가 없다. 전통에 따라 자살했으며 명영을 화동으로 삼았었다. 원래라면 죽었어야 할 인물이 살아있는 이유는 춘매가 죽기 전 유호선과 그의 화동들을 살려주었기 때문인데, 유호선이 춘매에게 자신과 화동들을 다시 되살려달라고 부탁한 이유는 오로지 자신의 손으로 죽인 화동들에 대한 속죄, 그리고 죽은 명영이를 살리기 위한 것이라고 한다. 살아난 이후 유호선은 명영이를 인품이 훌륭한 관리의 집에 맡기며 천동지 제작법을 넘겨 주게 되고, 화동들은 본인이 데리고 지내게 된다. 사군자의 스승 격이다.

## 관련 논문
- 장진엽, 〈웹툰 《가담항설》의 고전 시가/운문 활용 방식에 대한 검토〉, 《한국학논집》 76, 계명대학교 한국학연구원, 2019년
- 김지은, 〈웹툰 〈가담항설〉의 古典詩歌 모티프 수용양상 연구〉, 《우리문학연구》 74, 우리문학회, 2022년